# Víctor Ayala
Víctor Hugo Ayala Núñez (sinh ngày 1 tháng 1 năm 1988) là một cầu thủ bóng đá người Paraguay thi đấu ở vị trí tiền vệ cho câu lạc bộ Ecuador Barcelona SC.

## Bàn thắng quốc tế
Tính đến trận đấu diễn ra ngày 7 tháng 6 năm 2016. Tỉ số của Paraguay được liệt kê trước, cột tỉ số biêu thị tỉ số sau mỗi bàn thắng của Ayala.
| No. | Ngày               | Địa điểm                    | Số trận | Đối thủ  | Tỉ số | Kết quả | Giải đấu                |
| --- | ------------------ | --------------------------- | ------- | -------- | ----- | ------- | ----------------------- |
| 1   | 7 tháng 6 năm 2016 | Rose Bowl, Pasadena, Hoa Kỳ | 18      | Colombia | 1–2   | 1–2     | Cúp bóng đá Nam Mỹ 2016 |

## Danh hiệu

### Club Libertad
- Hạng đấu Profesional: 2010 (Clausura)

### Lanús
- Copa Sudamericana: 2013
- Primera División: 2016